# Битва при Ля-Басе
Битва при Ля-Басе (англ. Battle of La Bassée; фр. Bataille de La Bassée; нім. Schlacht von La Bassée) — битва, що сталася 10 жовтня—2 листопада 1914 року між британсько-французькими та німецькими військами в ході, так званого «бігу до моря» на Західному фронті за часів Першої світової війни, коли обидві сторони, що змагалися, намагалися охопити північний фланг свого супротивника.
Німецька 6-та армія зайняла Лілль до того, як британська армія змогла належним чином організувати оборону міста, а 4-та армія атакувала відкритий британський фланг далі на північ поблизу Іпра. Британці були відкинуті й німецька армія зайняла Ля-Басе та Нев-Шапель. Згодом британські експедиційні війська відновили спроби вибити противника й приблизно 15 жовтня відбили Живанші-ле-ла-Бассе, але не змогли відновити контроль над Ля-Басе.
Німецьке підкріплення прибуло та перехопило ініціативу на цій ділянці фронту до прибуття туди Лахорської дивізії, частини Індійського корпусу. Британці відбивали німецькі атаки до початку листопада, після чого обидві сторони зосередили свої основні зусилля на першій битві при Іпрі. Битва при Ля-Басе звелася до локальних поодиноких боїв, залишивши лінію фронту фактично без змін.

## Історія

### Передумови
До 4 жовтня французькі війська під командуванням Мод'юї опинилися під загрозою оточення, німецькі війська досягли Живанші на північний захід від Вімі, а французька дивізія на північному фланзі була відрізана від кавалерійських частин, що вели активні дії далі на північ. Між 10-м корпусом і територіальними дивізіями на півдні також утворився розрив у бойових порядках. Генерали Кастельно і Мод'юї, з огляду на оперативну обстановку, що склалася, хотіли відступити, але не бажаючи втратити всю північну Францію, маршал Жоффр створив з військ Мод'юї нову 10-ту армію і наказав Кастельно утримувати 2-гу армію на своїх позиціях до початку подальших дій північніше його позицій.
До 8 жовтня французький 21-й корпус перемістив свій лівий фланг до Вермеля, недалеко від каналу Ля-Басе. Далі на північ французькі 1-й та 2-й кавалерійські корпуси генералів Луї Конно і де Мітрі відповідно, частина 87-ї територіальної дивізії та деякі підрозділи єгерів, утримували оборонні рубежі від Бетюна до Естера, Мервіля, Ейра, Форе де Клермаре та Сен-Омера, де решта 87-ї територіальної дивізії утримувала позиції під Дюнкерком. Кассель і Лілль далі на схід все ще були зайняті французькими військами. Наступного дня XIV німецький корпус прибув на позиції навпроти французів, вивільнивши 1-й і 2-й кавалерійські корпуси кайзерівської армії, для того щоб провести фланговий маневр рух між Ля-Басе та Армантьєром та прорватися далі вглиб французької оборони. Французька кавалерія змогла зупинити німецьку атаку на північ від каналу Ля-Басе-Ер. Північніше 4-й кавалерійський корпус зумів просунутися вперед і 7 жовтня пройшов через Іпр перед тим, як був вимушений повернутися до Баєля. З 8 по 9 жовтня II британський корпус прибув залізницею в Аббвіль і отримав наказ наступати на Бетюн.

## Битва
Британські 1-ша і 2-га кавалерійські дивізії прикривали прибуття піхоти і 10 жовтня, використовуючи автобуси, надані французами, II корпус встигнув просунутися на 35 км. До кінця 11 жовтня цей корпус утримував лінію від Бетюна до Енж і Шок, з фланговими підрозділами справа в 5,6 км на південь від Бетюна і зліва в 7,2 км на захід від міста. 12 жовтня дивізії II корпусу атакували, щоб вийти на лінію від Живанші до Пон-дю-Ам, за 9,7 км на північ від каналу Ля-Басе, по рівнинній місцевості, усіяній фермами та будівлями, до низького хребта 16 км на схід від Бетюна. Захисники німецьких I і II кавалерійських корпусів за підтримки єгерів відбили британський наступ поблизу Живанші. В результаті британці окопалися від Нуаєль до Фоссе. 13 жовтня атака II корпусу 3-ї дивізії та 7-ї французької кавалерійської дивізії призвела до незначних результатів, і Живанші був майже втрачений, коли німці атакували під час зливи; у цих зіткненнях британці втратили у боях близько 1000 людей.
14 і 15 жовтня II корпус атакував по обидва боки каналу Ля-Басе, відповідно німці вночі проводили контратаки. Британцям за допомоги французької кавалерії вдалося просунутися на флангах на незначну відстань, але при цьому вони втратити 967 осіб. З 16 по 18 жовтня атаки ІІ корпусу зосередилися на правому фланзі, а лівий фланг просунувся до Обера, долаючи німецький спротив біля кожного рова та мосту, що завдало ще тисячі втрат. 16 жовтня британці знову захопили Живенші, 17 жовтня було взято Вйолен і створено плацдарм на хребті Обер. Одночасно французька кавалерія захопила Фромель. 18 жовтня німецький опір посилився, коли до району битви прибув німецький XIII корпус, який посилив VII корпус і поступово змусив британський II корпус зупинитися. 19 жовтня британська піхота та французька кавалерія захопили Ле Піллі (Ерліс), але були змушені відступити через вогонь німецької артилерії.
Свіжі німецькі 13-та і 14-та дивізія прибули і почали контратаку по всьому фронту британського II корпусу. Наприкінці 20 жовтня цьому об'єднанню було наказано окопатися від каналу біля Живанші до Вйолен, Іллі, Ерлі та Р'є, тоді як наступальні операції продовжувалися північніше. Місцевість була рівнинною, болотистою та порізаною багатьма струмками, що в багатьох місцях робило копання траншей непрактичним, тому бруствери, побудовані вгору, були замінені, незважаючи на те, що вони були помітні та їх легко було зруйнувати артилерійським вогнем. Лише наприкінці жовтня британці отримали достатні запаси мішків з піском і колючого дроту. Британська польова артилерія була придана піхотним бригадам, а 60-фунтові гармати та гаубиці діяли тільки в інтересах контрбатарейного вогню. 20 жовтня німці почали контрнаступ, головним чином далі на північ проти французького XXI корпусу, а 21 жовтня їхнє просування поширилося далі на південь, до фронту оборони 3-ї дивізії.
Хоча робота над підготовкою цієї нової лінії була розпочата, вона все ще була дуже простою порівняно з лініями траншей, які мали бути на напрямку наступу сил противника. Колючого дроту конче не вистачало, все, що було в розпорядженні британських військ, бралося з місцевих полів. Нова лінія оборони починалася поблизу правого крила ІІ корпусу, але далі на північ розрив збільшувався і на найпівнічному кінці вона буда на 3 км позаду найпередовіших частин лінії. Відступ був здійснений в ніч з 22 на 23 жовтня і застав німців зненацька. Таким чином, 23 жовтня був спокійним днем.
Лахорська дивізія Індійського корпусу прибула тим часом у тилову зону оборони британських військ. Протягом решти битви індійські війська відіграватимуть усе більш важливу роль у боях, доки 30 жовтня Індійський корпус повністю не змінив виснажений II корпус. На той час бої в основному вщухлі.
24 жовтня німецькі війська відновили свій наступ по всьому фронту 6-ї армії. Денна атака не досягла успіху. За нею послідувала атака в сутінках, у двох місцях німецьким військам вдалося увірвалася в британські траншеї, але шляхом проведення локальних контратак британці відновили положення.
Друга нічна атака 26/27 жовтня спричинила більше проблем. Частину британської лінії було прорвано, а село Нев-Шапель захоплено. Це створило неглибокий виступ у британській лінії оборони. У цей ранній період війни будівлі Нев-Шапель все ще збереглися, роблячи село небезпечним опорним пунктом, який загрожував британській системі оборони. 28 жовтня британська армія провела потужну контратаку, але відбити село не вдалося. 29 жовтня повідомлялося, що село було евакуйовано, але пізніше того ж дня німецькі війська використовували руїни як прикриття для своєї останньої великої атаки в ході битві.
Після провалу атаки 29 жовтня німці перекинули значну частину своєї важкої артилерії на північ до Іпру, де вона брала участь у битві при Гелувельті. Це означало кінець масштабних боїв поблизу Ля-Басе, хоча поодинокі атаки тривали ще кілька днів.
30 жовтня Індійський корпус почав змінювати II корпус на передовій. Вранці 31 жовтня командування сектором було офіційно передано генералу серу Джеймсу Вілкоксу, командувачу Індійським корпусом. ІІ корпус зазнав втрату 14 000 осіб протягом жовтня 1914 року, але незважаючи на ці великі втрати та постійні бої, починаючи з 12 жовтня, командування Британських експедиційних сил не могло дозволити собі дати корпусу належний відпочинок. Відступивши з передової, особовий склад II корпусу перекинули на спокійнішу ділянку фронту північніше Іпра.